# The Social Outcasts
The Social Outcasts fue un stable de lucha libre profesional en WWE. El stable estaba compuesto por Heath Slater, Curtis Axel y Bo Dallas. Adam Rose formaba parte del grupo originalmente, sin embargo fue eliminado debido a su despido de la empresa. Hicieron su debut el 4 de enero de 2016.
En el Draft del 2016, el equipo se disolvió cuando Axel y Dallas fueron enviados a Raw mientras que Slater no fue fichado para ninguna de las dos marcas.
El concepto de este equipo es que son luchadores que no pertenecen a algún equipo destacado. Algunos de ellos ya formaron equipos que no dieron buenos resultados.

## Historia

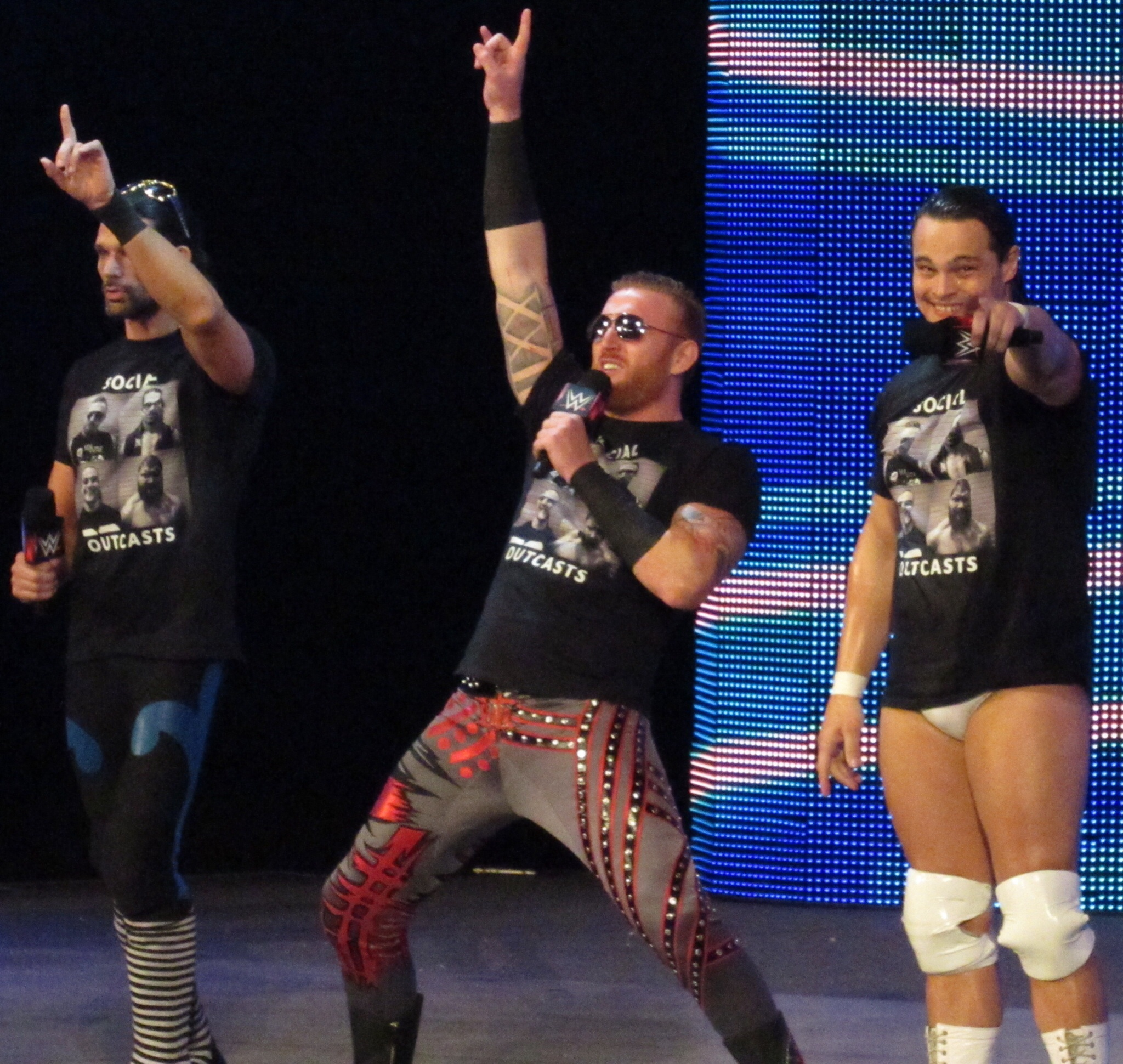
Adam Rose, Heath Slater y Bo Dallas en enero de 2016.

El 4 de enero de 2016 en Raw, Heath Slater fue acompañado por Curtis Axel, Adam Rose y Bo Dallas al ring en su lucha ante Dolph Ziggler. Luego de una distracción hecha por Rose y Dallas, Slater logró hacerse con una victoria  sobre Ziggler. Luego de la victoria de Slater, los cuatro se reunieron en la escenografía para llamarse The Social Outcasts. La siguiente semana en Raw, The Social Outcasts enfrentaron a The Wyatt Family. sin embargo, la lucha terminó sin resultado luego de una interferencia de Ryback. El 14 de enero en SmackDown, derrotaron a Goldust, Damien Sandow, Jack Swagger y Zack Ryder en un 8 Man Tag Team Match. El 17 de marzo en Smackdown, los cuatro miembros anunciaron que serían los primeros participantes del André the Giant Memorial Battle Royal en WrestleMania 32, pero no lograron hacerse con la victoria.
El 16 de abril, Adam Rose fue suspendido por 60 días luego de violar las políticas del Bienestar de Salud de la WWE. Su ausencia fue explicada por su compañero Curtis Axel, diciendo que "se habría ido a otra dimensión para ir en busca de un conejo", siendo reemplazado por Viktor, quien formaba el stable The Ascension junto a Konnor, este último también fue suspendido junto a Leppan por 60 días por las mismas causas el 16 de abril. El 23 de mayo, se supo que Rose fue liberado de su contrato. Tras esto, dejaron de aparecer ya que los tres eran parte del elenco de la película The Marine 5, junto a The Miz y Naomi. El 27 de junio en Raw, hicieron su retorno confrontando a Enzo Amore & Big Cass, burlándose de ellos pero luego fueron atacados por Cass.
El 19 de julio en el Draft 2016, Curtis Axel y Bo Dallas fueron enviados a Raw, mientras que Heath Slater no fue escogido por ninguna marca. El 25 de julio en Raw, Axel empezó a presentarse de manera individual por lo que el equipo se disolvió de manera definitiva.

## En lucha
- Movimientos finales
  - Movimientos finales de Heath Slater
    - Smash Hit (Spinning lifting DDT)[1]

  - Movimientos finales de Curtis Axel
    - Axehole[2] (Hangman's facebuster)[3]

  - Movimientos finales de Bo Dallas
    - Bo-Dog (Springboard bulldog, con burlas)

- Música de entrada
  - "My Way" de Jim Johnston (WWE; 4 de enero de 2016)
  - "Outcast" de CFO$ (WWE; 11 de enero de 2016-25 de julio de 2016)